# Line of Duty
Line of Duty és una sèrie de televisió britànica estrenada el 26 de juny de 2012 al canal BBC Two. La sèrie narra les recerques d'una unitat policíaca de control d'assumptes interns a la ciutat de Birmingham.
La sèrie va ser creada i escrita per Jed Mercurio, i va comptar amb la participació com a actors més destacats de Gina McKee, Ian Beattie, Jonas Armstrong, Jessica Raine, Jeany Spark, Patrick Baladi, Chris Coghill.
La sèrie consta de cinc temporades ja estrenades. El 2019 es va estrenar la cinquena temporada i el 4 de maig d'aquell mateix any es va anunciar que la sèrie havia estat renovada per a una sisena temporada.
Line of Duty va suposar la primera incursió del seu creador i guionista, Jed Mercuri, en televisió. La sèrie va harmonitzar ficció i realitat. El seu equip de guionistes ha comptat amb uns “assessors d'intel·ligència” que col·laboren per garantir que es “reflecteix degudament els processos policials de la unitat”.

## Temporades

### Primera temporada
Durant la primera temporada la sèrie segueix el detectiu sergent Steve Arnott, que és transferit a la unitat AC-12, que es troba a càrrec del superintendent cap Ted Hastings, després de cometre un error durant una operació antiterrorista. La unitat s'encarrega de lluitar contra la corrupció. Poc després, Arnott i la detectiu Kate Fleming són assignats per investigar la presumpta corrupció del popular i reeixit detectiu inspector cap Tony Gates (que acaba de ser premiat com a Agent de l'Any).

### Segona temporada
La segona temporada se centra en la unitat i intenta descobrir els responsables de l'atac a un comboi d'oficials, que després de ser emboscat mentre realitzava una escorta, perd diversos oficials, entre ells Jayne Akers. Durant la recerca sospiten de dos oficials: la inspectora Lindsay Denton, que havia organitzat el comboi, i el detectiu Dryden, que semblava tenir una relació amb Carly Kirk, una jove menor d'edat que havia desaparegut.

### Tercera temporada
A l'inici de la tercera temporada el corrupte sergent Danny Waldron i el seu equip són enviats per detenir a Ronan Murphy, no obstant això durant l'enfrontament el mata i altera l'escena abans que arribi el seu equip. Poc després durant el funeral de Ronan, Danny comença a seguir a Linus Muphy a qui mata després de confrontar-lo pels abusos que ell i Ronan li havien fet. Durant una operació, Danny és assassinat per un dels seus oficials, en ser interrogats neguen ser responsables, però al no suportar la pressió finalment l'oficial Jackie Brickford revela que el policia Hari Bains havia estat el responsable, seguint les ordres de Cottan.

## Quarta temporada
Va ser difosa del 26 de març de 2017 al 30 d'abril de 2017 a la BBC One.

## Cinquena temporada
El 6 de maig de 2016 es va encarregar una cinquena temporada. El rodatge va començar el setembre de 2018 per a una difusió des del 31 de març de 2019 al 5 de maig de 2019.

## Personatges

### Personatges principals
| Actor           | Personatge              | Ocupació                   | Episodis | Durada         |
| --------------- | ----------------------- | -------------------------- | -------- | -------------- |
| Martin Compston | Det. Insp. Steve Arnott | Detectiu Inspector         | 23       | 2012 - present |
| Vicky McClure   | Det. Sgt. Kate Fleming  | Detectiu Sergent           | 23       | 2012 - present |
| Adrian Dunbar   | Supt. Ted Hastings      | Superintendent             | 23       | 2012 - present |
| Thandie Newton  | DCI. Roz Huntley        | Detectiu Inspectora en Cap | 6        | 2017 - present |

### Personatges recurrents
| Actor           | Personatge                    | Ocupació                                   | Episodis | Durada               |
| --------------- | ----------------------------- | ------------------------------------------ | -------- | -------------------- |
| Paul Higgins    | Ch.Supt./ACC. Derek Hilton    | Detectiu Cap Superintendent                | 11       | 2012, 2017 - present |
| Maya Sondhi     | PC. Maneet Bindra             | Oficial de Policia an l'"AC-12" (corrupta) | 10       | 2016 - present       |
| Nigel Boyle     | DCI. Ian Buckells             | Detectiu Inspector en el "TO-20"           | 6        | 2012, 2017 - present |
| Tony Pitts      | Det. Ch. Supt. Els Hargreaves | Detectiu Cap Superintendent                | 6        | 2014, 2017 - present |
| Aiysha Hart     | Det. Sgt. Sam Railstone       | Detectiu Sergent                           | 6        | 2016 - present       |
| Lee Ingleby     | Nick Huntley                  | Marit de Roz                               | 6        | 2017 - present       |
| Claudia Jessie  | Det.C. Jodie Taylor           | Detectiu de l'"Operation Trapdoor"         | 6        | 2017 - present       |
| Scott Reid      | Michael Farmer                | -                                          | 5        | 2017 - present       |
| Mark Stobbart   | Det.Sgt. Neil Twyler          | Detectiu Sergent de l'"Operation Trapdoor" | 5        | 2017 - present       |
| Anneika Rose    | Farida                        | -                                          | 5        | 2017 - present       |
| Royce Pierreson | DC. Jamie Desford             | Detectiu a l'"AC-12"                       | 4        | 2017 - present       |
| -               | "The Balaclava Man"           | Assassí                                    | 2        | 2017 - present       |

### Antics personatges principals
| Actor           | Personatge                      | Ocupació                              | Episodis | Durada      | Estat | Causa                                  |
| --------------- | ------------------------------- | ------------------------------------- | -------- | ----------- | ----- | -------------------------------------- |
| Craig Parkinson | Det. Insp. Matthew "Dot" Cottan | Detectiu Inspector Sergent (corrupte) | 15       | 2012 - 2016 | Mort  | assassinat per un oficial corrupte     |
| Keeley Hawes    | DCI. Lindsay Denton             | Detectiu Inspectora                   | 11       | 2014 - 2016 | Morta | assassinada d'un tir en el cap per Dot |
| Lennie James    | DCI. Anthony "Tony" Gates       | Detectiu Superintendent en Cap        | 5        | 2012        | Mort  | es va suïcidar                         |
| Daniel Mays     | Sgt. Danny Waldron              | Sergent (corrupte)                    | 3        | 2016        | Mort  | assassinat d'un tret per Hari          |
| Jason Watkins   | FC. Tim Ifield                  | Especialista Forense (corrupte)       | 2        | 2017        | Mort  | assassinat durant una baralla amb Roz  |

### Antics personatges recurrents
| Actor                   | Personatge                    | Ocupació                       | Episodis | Durada      | Estat | Causa                                     |
| ----------------------- | ----------------------------- | ------------------------------ | -------- | ----------- | ----- | ----------------------------------------- |
| Chrissie Harris         | -                             | Oficial de Policia a l'"AC-12" | 12       | 2014 - 2016 | -     | -                                         |
| Neil Morrissey          | Det. Amb. Nigel "Nige" Morton | Detectiu al "TO-20"            | 9        | 2012 - 2016 | -     | -                                         |
| Mark Bonnar             | DCC. Mike Dryden              | Detectiu en Cap                | 6        | 2014        | Viu   | va renunciar                              |
| Polly Walker            | Gill Bigelow                  | Advocada assignada a l'"AC-12" | 6        | 2016        | -     | -                                         |
| Fiona Boylan            | WPC. Karen Larkin             | Oficial de Policia             | 5        | 2012        | -     | -                                         |
| Claire Keelan           | Det. Sgt. Leah Janson         | Detectiu Sergent               | 5        | 2012        | -     | -                                         |
| Kate Ashfield           | Jools Gates                   | Esposa de Tony Gates           | 5        | 2012        | -     | -                                         |
| Saffron Davies          | Chloe Tate                    | -                              | 5        | 2012        | -     | -                                         |
| Jordyn-Eve Davis Greene | Natalie Tate                  | -                              | 5        | 2012        | -     | -                                         |
| Arsher Ali              | PC. Harinderpal "Hari" Bains  | Oficial de Policia (corrupte)  | 4        | 2016        | Viu   | arrestat per l'assassinat de Rod          |
| Christina Chong         | Det. Sgt. Nicola Rogerson     | Detectiu Sergent               | 4        | 2014        | -     | -                                         |
| Niall Macgregor         | Richard "Rich" Akers          | -                              | 4        | 2014        | -     | -                                         |
| George Costigan         | Chief. Supt. Patrick Fairbank | Cap Superintendent (retirat)   | 3        | 2016        | -     | -                                         |
| Brian McCardie          | Tommy Hunter                  | Mafiós                         | 3        | 2012 - 2014 | Mort  | assassinat                                |
| Steve Toussaint         | Ch. Supt. Mallick             | Superintendent en Cap          | 3        | 2014        | -     | -                                         |
| Lisa Palfrey            | Insp. McAndrew                | Inspectora                     | 3        | 2016        | -     | -                                         |
| Gina McKee              | Jackie Laverty                | Blanquejadora de Diners        | 3        | 2012        | Morta | assassinada per homes emmascarats         |
| Leanne Best             | WPC. Jackie Brickford         | Oficial de Policia             | 3        | 2016        | -     | -                                         |
| Shaun Parkes            | Chief. Supt. Terry Reynolds   | Cap Superintendent             | 3        | 2016        | -     | -                                         |
| Patrick Baladi          | Jimmy Lakewell                | Advocat (corrupte)             | 3        | 2017        | Mort  | -                                         |
| Gaite Jansen            | Hana Reznikova                | Acompanyant                    | 3        | 2017        | -     | -                                         |
| Ian Beattie             | Bob                           | -                              | 3        | 2014        | -     | -                                         |
| Jonas Armstrong         | Joseph "Joe" Nash             | -                              | 2        | 2016        | -     | -                                         |
| Will Mellor             | PC. Rod Kennedy               | Oficial de Policia             | 2        | 2016        | Mort  | va morir després que Hari li disparés     |
| Allison McKenzie        | Jayne Akers                   | Oficial de Policia (corrupta)  | 2        | 2014        | Morta | assassinada durant una emboscada          |
| Jeany Spark             | Claire Tindall                | Infermera                      | 2        | 2014        | -     | -                                         |
| Liz White               | Jo Dwyer                      | Oficial de Premsa              | 2        | 2014        | -     | -                                         |
| Jessica Raine           | DC. Geòrgia Trotman           | Detectiu                       | 1        | 2014        | Morta | llançada per una finestra per Jeremy Cole |
| Shane Gately            | Ronan Murphy                  | -                              | 1        | 2016        | Mort  | assassinat d'un tret per Danny            |
| Louis Rolston           | Linus Murphy                  | -                              | 1        | 2016        | Mort  | assassinat per Danny                      |

## Premis i nominacions
La sèrie ha guanyat diversos premis, entre ells el Royal Television Society Award per "Millor Sèrie Dramàtica", també ha rebut 17 nominacions.
| Any  | Categoria                         | Premi                                 | Nominats (es)                                                 | Resultat   |
| ---- | --------------------------------- | ------------------------------------- | ------------------------------------------------------------- | ---------- |
| 2017 | Best Actress                      | Broadcasting Press Guild Award        | Keeley Hawes                                                  | Guanyadora |
| 2016 | Best Drama Seriïs                 | TV Choice Award                       | Line of Duty                                                  | Nominat    |
| 2015 | Best Leading Actress              | premi BAFTA                           | Keeley Hawes                                                  | Nominada   |
| 2015 | Best Supporting Actress           | premi BAFTA                           | Vicky McClure                                                 | Nominada   |
| 2015 | Best Drama Series                 | premi BAFTA                           | Line of Duty                                                  | Nominat    |
| 2015 | Best Drama Series                 | RTS Television Award                  | Simon Heath, Jed Mercuri, Peter Norris & World Productions    | Guanyadora |
| 2015 | Writer - Drama                    | BAFTA Television Craft Award          | Jed Mercuri                                                   | Nominat    |
| 2015 | Best Drama Seriïs or Serial       | Broadcast Award                       | Simon Heath, Jed Mercuri, Peter Norris & World Productions    | Nominats   |
| 2015 | Best Drama Seriïs or Serial       | Broadcasting Press Guild Award        | Simon Heath, Jed Mercuri, Peter Norris & World Productions    | Nominats   |
| 2015 | Best Drama Writer                 | Broadcasting Press Guild Award        | Jed Mercuri & World Productions                               | Nominats   |
| 2014 | Best Actor - Television           | BAFTA Scotland Award                  | Mark Bonnar & BBC Drama Productions                           | Nominats   |
| 2014 | TV Drama - Long Form              | Writers' Guild of Great Britain Award | Jed Mercuri                                                   | Nominat    |
| 2014 | Best Leading Actress              | Dagger Award                          | Keeley Hawes                                                  | Guanyadora |
| 2014 | Best Tape and Film Editing: Drama | RTS Craft & Design Award              | Andrew McClelland & World Productions                         | Guanyador  |
| 2014 | Best TV Drama                     | Freesat Free TV Award                 | Line of Duty                                                  | Guanyador  |
| 2014 | Best Supporting Actress           | Dagger Award                          | Vicky McClure & World Productions                             | Nominada   |
| 2014 | Best TV Drama, Serial or Season   | Dagger Award                          | World Productions                                             | Nominat    |
| 2013 | Best Actor - Male                 | RTS Television Award                  | Lennie James                                                  | Nominat    |
| 2013 | Best Writer - Drama               | RTS Television Award                  | Jed Mercuri                                                   | Nominat    |
| 2013 | Best Drama Series                 | RTS Television Award                  | Jed Mercuri, Simon Heath & World Productions                  | Nominats   |
| 2013 | Best Drama Series or Serial       | Broadcast Award                       | Jed Mercuri, Simon Heath, David Caffrey, Douglas Mackinnon... | Nominats   |
| 2013 | Best Drama Series/Serial          | Broadcasting Press Guild Award        | Jed Mercuri                                                   | Nominat    |
| 2012 | Best TV Drama, Serial or Season   | Dagger Award                          | Line of Duty                                                  | Nominat    |